# Соксюр-ле-Нанси
Соксю́р-ле-Нанси́ (фр. Saulxures-lès-Nancy) — коммуна на северо-востоке Франции в регионе Гранд-Эст (бывший Эльзас — Шампань — Арденны — Лотарингия), департамент Мёрт и Мозель, округ Нанси, кантон Гранд-Куронн. До марта 2015 года коммуна административно входила в состав упразднённого кантона Сешам (округ Нанси).

## Географическое положение

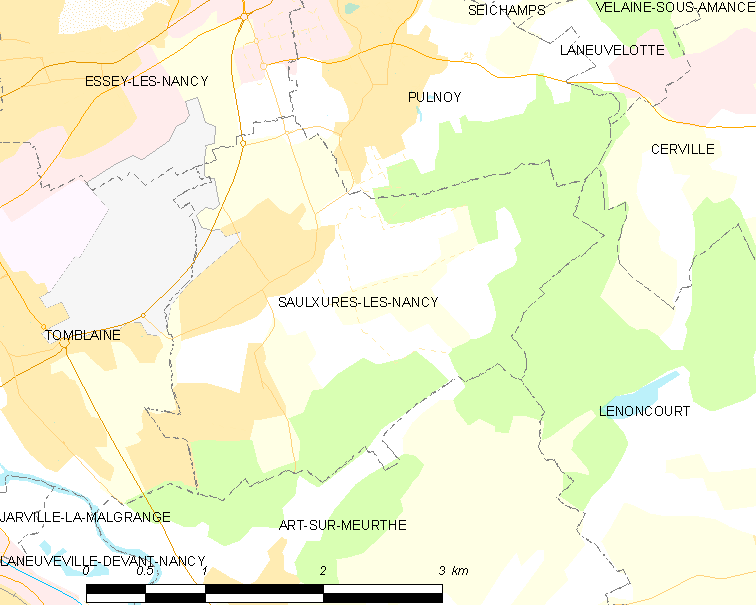
На карте

Коммуна расположена на расстоянии около 290 км на восток от Парижа и в 50 км южнее Меца.
Соксюр-ле-Нанси расположен к востоку от Нанси и входит в городское сообщество Большого Нанси.
Площадь коммуны — 7,05 км², население — 3909 человек (2008) с тенденцией к стабилизации: 4039 человек (2013), плотность населения — 573 чел/км².

## История
- На территории города были обнаружены следы галло-романской культуры. Впервые деревня Соксюр была упомянута в 1176 году в записях аббатства Бопре.

## Население
Численность населения коммуны в 2008 году составляла 3909 человек, в 2010 году — 3884 человека, а в 2013-м — 4039 человек.
| 1962 | 1968 | 1975 | 1982 | 1990 | 1999 | 2008 | 2010 | 2013 |
| ---- | ---- | ---- | ---- | ---- | ---- | ---- | ---- | ---- |
| 911  | 1520 | 3251 | 3932 | 4124 | 4042 | 3909 | 3884 | 4039 |

Динамика населения: